# Österreichischer Fußball-Cup 2024/25

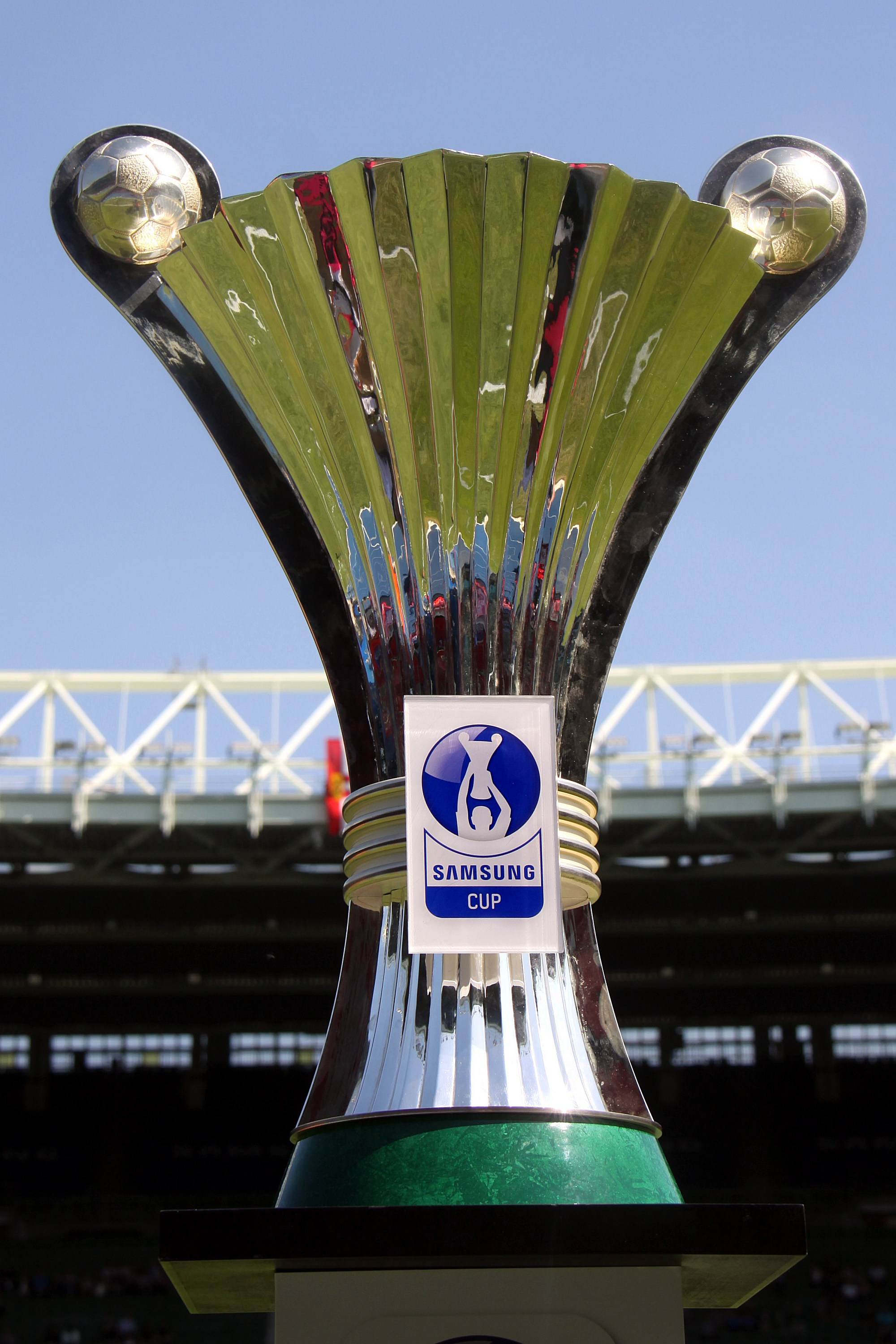
Siegestrophäe für Vereine: ÖFB-Pokal

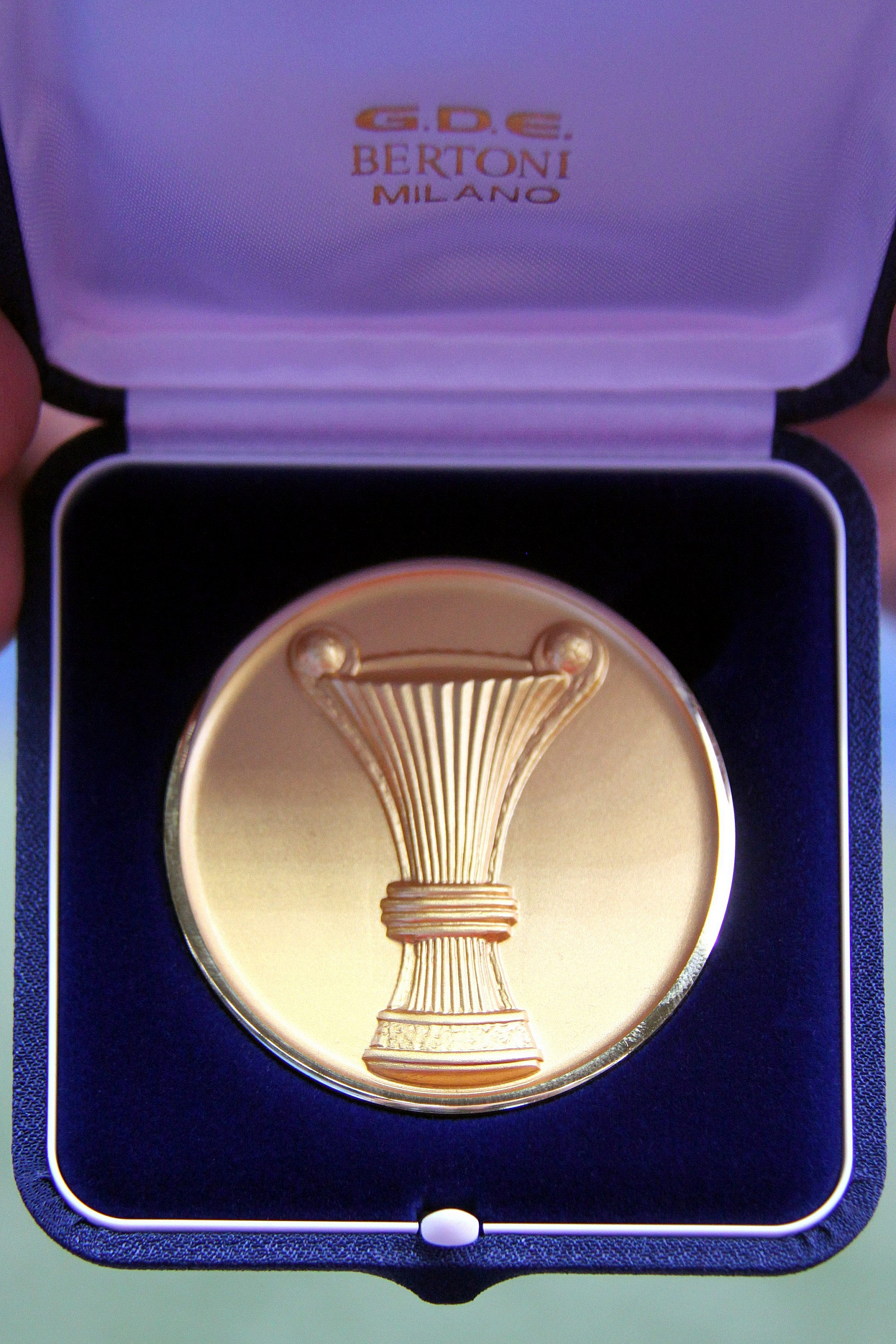
Siegermedaille für Spieler

Der Cup des Österreichischen Fußball-Bundes wird in der Saison 2024/25 zum 90. Mal ausgespielt. Die offizielle Bezeichnung des Wettbewerbs lautet nach dem Bewerbssponsor Uniqa, der seit 2017 die Bewerb unterstützt, „Uniqa ÖFB Cup“. Der Slogan des Bewerbs lautet „#GlaubeWilleMut“ (bis 2017 „Tore für Europa“). Der Sieger ist berechtigt, an der UEFA Europa League 2025/26 teilzunehmen. Sollte der Pokalsieger schon für die UEFA Champions League qualifiziert sein, so nimmt der Tabellenvierte der Meisterschaft 2024/25 an der Qualifikation für die UEFA Conference League teil.
Titelverteidiger ist der SK Sturm Graz, der zuletzt den SK Rapid Wien mit 2:1 besiegte. Torschützenkönig des letzten Jahres war Marco Grüll (Rapid) mit sechs Treffern.

## Teilnehmer
An der ersten Runde nehmen 64 Mannschaften teil. Aus dem Profi-Bereich nehmen die zwölf Mannschaften der Bundesliga und 13 Mannschaften der 2. Liga teil. Die Zweitmannschaften bzw. Farmteams von Bundesligisten (FC Liefering, SK Sturm Graz II und SK Rapid Wien II) sind nicht spielberechtigt.
Die restlichen Plätze wurden nach einem festgelegten Schlüssel auf Amateurvereine in den Landesverbänden aufgeteilt:
- 6 Mannschaften:
  - Niederösterreichischer Fußballverband
- 5 Mannschaften:
  - Oberösterreichischer Fußballverband
  - Steirischer Fußballverband
- 4 Mannschaften:
  - Burgenländischer Fußballverband
  - Kärntner Fußballverband
  - Tiroler Fußballverband
  - Wiener Fußball-Verband
  - Salzburger Fußballverband
- 3 Mannschaften:
  - Vorarlberger Fußballverband

| Bundesliga (12) | 2. Liga (13) | Landescupsieger (9) |
| --- | --- | --- |
| - SCR Altach - Grazer AK - SK Sturm Graz (M, C) - TSV Hartberg - SK Austria Klagenfurt - LASK - FC Blau-Weiß Linz - FC Red Bull Salzburg - WSG Tirol - FK Austria Wien - SK Rapid Wien - Wolfsberger AC | - SKU Amstetten - Schwarz-Weiß Bregenz - Floridsdorfer AC - SV Horn - Kapfenberger SV - SV Lafnitz - SC Austria Lustenau - Admira Wacker - SV Ried - SKN St. Pölten - SV Stripfing - First Vienna FC - ASK Voitsberg | - Deutschlandsberger SC (ST, RL) - VfB Hohenems (V, RL) - SK Korneuburg (NÖ, LL) - ASKÖ Köttmannsdorf (K, LL) - ASKÖ Oedt (OÖ, RL) - SVG Reichenau (T, RL) - FC Pinzgau Saalfelden (S, RL) - ASV Siegendorf (B, RL) - SV Donau Wien (W, LL) |
| Regionalliga Ost (10) | Regionalliga Mitte (8) | Regionalliga West (8) |
| - SV Gloggnitz - Kremser SC - SV Leobendorf - FC Marchfeld Donauauen - Union Mauer - SC Neusiedl am See - SV Oberwart - FCM Traiskirchen - SR Donaufeld Wien - SC Wiener Viktoria                       | - Union Gurten - DSV Leoben - USV St. Anna - SK Treibach - SV Wallern - SC Weiz - FC Hertha Wels - SV Wildon | - SK Bischofshofen - FC Dornbirn 1913 - SC Imst - FC Kitzbühel - SC Röthis - SV Austria Salzburg - SC Schwaz - SV Wals-Grünau |
| Landesligen (3) | Weitere Ligen (1) | |
| - Union Dietach (OÖ) - ASV Draßburg (B) - ATUS Velden (K) | - ASK Klagenfurt (L7, K) Anm | |

## Terminkalender
Gemäß Rahmenterminplan 2024/25 wurden folgende Spieltermine fixiert:
- 1. Runde: 26. bis 28. Juli 2024
- 2. Runde: 27. bis 29. August 2024
- Achtelfinale: 29. bis 31. Oktober 2024
- Viertelfinale: 31. Jänner bis 2. Februar 2025
- Halbfinale: 1. bis 3. April 2025
- Finale: 1. Mai 2025

## 1. Runde

### Auslosungsmodus
Die Auslosung der ersten Runde erfolgte am 17. Juni 2024 durch Dominik Thalhammer. Die Auslosung wurde vom ORF live übertragen.

### Paarungen der 1. Runde
Die Spiele der 1. Runde waren für Freitag, 26., Samstag, 27., und Sonntag, 28. Juli 2024 angesetzt.
| Datum / Zuschauer  | Liga | Liga | Liga | Heimmannschaft | | Gastmannschaft | Ergebnis |
| ------------------ | --- | --- | --- | --- | --- | --- | --- |
| 26.07.2024 / 1.500 | RL | – | BL | FC Dornbirn 1913 | – | FC Red Bull Salzburg | 0:6 (0:4) |
| SR: Bosnjak        | Torschützen: | Torschützen: | Torschützen: | 0:1 (29.) Karim Konaté, 0:2 (32.) Karim Konaté, 0:3 (35.) Adam Daghim, 0:4 (38.) Maurits Kjærgaard, 0:5 (63.) Lucas Gourna-Douath, 0:6 (83.) Mamady Diambou | 0:1 (29.) Karim Konaté, 0:2 (32.) Karim Konaté, 0:3 (35.) Adam Daghim, 0:4 (38.) Maurits Kjærgaard, 0:5 (63.) Lucas Gourna-Douath, 0:6 (83.) Mamady Diambou | 0:1 (29.) Karim Konaté, 0:2 (32.) Karim Konaté, 0:3 (35.) Adam Daghim, 0:4 (38.) Maurits Kjærgaard, 0:5 (63.) Lucas Gourna-Douath, 0:6 (83.) Mamady Diambou | 0:1 (29.) Karim Konaté, 0:2 (32.) Karim Konaté, 0:3 (35.) Adam Daghim, 0:4 (38.) Maurits Kjærgaard, 0:5 (63.) Lucas Gourna-Douath, 0:6 (83.) Mamady Diambou |
| 26.07.2024 / 450   | LL | – | 2L | ASKÖ Köttmannsdorf (LC) | – | SV Horn | 0:2 (0:1) |
| SR: Schnur         | Torschützen: | Torschützen: | Torschützen: | 0:1 (40.) Din Barlov, 0:2 (67.) Amir Abdijanovic | 0:1 (40.) Din Barlov, 0:2 (67.) Amir Abdijanovic | 0:1 (40.) Din Barlov, 0:2 (67.) Amir Abdijanovic | 0:1 (40.) Din Barlov, 0:2 (67.) Amir Abdijanovic |
| 26.07.2024 / 3.500 | RL | – | BL | Union Gurten | – | LASK | 0:3 (0:2) |
| SR: Ebner          | Torschützen: | Torschützen: | Torschützen: | 0:1 (32.) Valon Berisha, 0:2 (43.) George Bello, 0:3 (84.) Moses Usor | 0:1 (32.) Valon Berisha, 0:2 (43.) George Bello, 0:3 (84.) Moses Usor | 0:1 (32.) Valon Berisha, 0:2 (43.) George Bello, 0:3 (84.) Moses Usor | 0:1 (32.) Valon Berisha, 0:2 (43.) George Bello, 0:3 (84.) Moses Usor |
| 26.07.2024 / 1.500 | LL | – | BL | ATUS Velden | – | Grazer AK | 3:4 i. E. (1:0, 2:2) |
| SR: Jäger          | Torschützen: | Torschützen: | Torschützen: | 1:0 (6.) Nicolas Modritz, 2:0 (55.) Marlon Winter, 2:1 (67.) Benjamin Rosenberger, 2:2 (79.) Dominik Frieser | 1:0 (6.) Nicolas Modritz, 2:0 (55.) Marlon Winter, 2:1 (67.) Benjamin Rosenberger, 2:2 (79.) Dominik Frieser | 1:0 (6.) Nicolas Modritz, 2:0 (55.) Marlon Winter, 2:1 (67.) Benjamin Rosenberger, 2:2 (79.) Dominik Frieser | 1:0 (6.) Nicolas Modritz, 2:0 (55.) Marlon Winter, 2:1 (67.) Benjamin Rosenberger, 2:2 (79.) Dominik Frieser |
| 26.07.2024 / 300   | RL | – | RL | SC Wiener Viktoria | – | DSV Leoben | 2:1 n. V. (0:0, 1:1) |
| SR: Gishamer       | Torschützen: | Torschützen: | Torschützen: | 0:1 (57.) Thomas Hirschhofer, 1:1 (71., Elfmeter) Dominik Rotter, 2:1 (118.) Dominik Rotter | 0:1 (57.) Thomas Hirschhofer, 1:1 (71., Elfmeter) Dominik Rotter, 2:1 (118.) Dominik Rotter | 0:1 (57.) Thomas Hirschhofer, 1:1 (71., Elfmeter) Dominik Rotter, 2:1 (118.) Dominik Rotter | 0:1 (57.) Thomas Hirschhofer, 1:1 (71., Elfmeter) Dominik Rotter, 2:1 (118.) Dominik Rotter |
| 26.07.2024 / 500   | RL | – | 2L | SK Treibach | – | Kapfenberger SV | 1:6 (0:4) |
| SR: Jäger          | Torschützen: | Torschützen: | Torschützen: | 0:1 (2.) Alexander Hofleitner, 0:2 (17., Elfmeter) Alexander Hofleitner, 0:3 (25.) Moritz Römling, 0:4 (41.) Lewan Eloschwili, 1:4 (80., Elfmeter) Martin Lamzari, 1:5 (88.) Julian Turi, 1:6 (90+2.) Marc Helleparth | 0:1 (2.) Alexander Hofleitner, 0:2 (17., Elfmeter) Alexander Hofleitner, 0:3 (25.) Moritz Römling, 0:4 (41.) Lewan Eloschwili, 1:4 (80., Elfmeter) Martin Lamzari, 1:5 (88.) Julian Turi, 1:6 (90+2.) Marc Helleparth | 0:1 (2.) Alexander Hofleitner, 0:2 (17., Elfmeter) Alexander Hofleitner, 0:3 (25.) Moritz Römling, 0:4 (41.) Lewan Eloschwili, 1:4 (80., Elfmeter) Martin Lamzari, 1:5 (88.) Julian Turi, 1:6 (90+2.) Marc Helleparth | 0:1 (2.) Alexander Hofleitner, 0:2 (17., Elfmeter) Alexander Hofleitner, 0:3 (25.) Moritz Römling, 0:4 (41.) Lewan Eloschwili, 1:4 (80., Elfmeter) Martin Lamzari, 1:5 (88.) Julian Turi, 1:6 (90+2.) Marc Helleparth |
| 26.07.2024 / 450   | RL | – | BL | SK Bischofshofen | – | TSV Hartberg | 1:11 (0:3) |
| SR: Untergasser    | Torschützen: | Torschützen: | Torschützen: | 0:1 (12.) Patrik Mijić, 0:2 (15.) Justin Omoregie, 0:3 (30.) Patrik Mijić, 0:4 (53.) Youba Diarra, 0:5 (57.) Patrik Mijić, 1:5 (63.) Oleksandr Safonow, 1:6 (65.) Elias Havel, 1:7 (70.) Elias Havel, 1:8 (74.) Donis Avdijaj, 1:9 (79.) Ruben Providence, 1:10 (80.) Ruben Providence, 1:11 (90., Elfmeter) Fabian Wilfinger                                                        | 0:1 (12.) Patrik Mijić, 0:2 (15.) Justin Omoregie, 0:3 (30.) Patrik Mijić, 0:4 (53.) Youba Diarra, 0:5 (57.) Patrik Mijić, 1:5 (63.) Oleksandr Safonow, 1:6 (65.) Elias Havel, 1:7 (70.) Elias Havel, 1:8 (74.) Donis Avdijaj, 1:9 (79.) Ruben Providence, 1:10 (80.) Ruben Providence, 1:11 (90., Elfmeter) Fabian Wilfinger                                                        | 0:1 (12.) Patrik Mijić, 0:2 (15.) Justin Omoregie, 0:3 (30.) Patrik Mijić, 0:4 (53.) Youba Diarra, 0:5 (57.) Patrik Mijić, 1:5 (63.) Oleksandr Safonow, 1:6 (65.) Elias Havel, 1:7 (70.) Elias Havel, 1:8 (74.) Donis Avdijaj, 1:9 (79.) Ruben Providence, 1:10 (80.) Ruben Providence, 1:11 (90., Elfmeter) Fabian Wilfinger                                                        | 0:1 (12.) Patrik Mijić, 0:2 (15.) Justin Omoregie, 0:3 (30.) Patrik Mijić, 0:4 (53.) Youba Diarra, 0:5 (57.) Patrik Mijić, 1:5 (63.) Oleksandr Safonow, 1:6 (65.) Elias Havel, 1:7 (70.) Elias Havel, 1:8 (74.) Donis Avdijaj, 1:9 (79.) Ruben Providence, 1:10 (80.) Ruben Providence, 1:11 (90., Elfmeter) Fabian Wilfinger                                                        |
| 26.07.2024 / 510   | LL | – | BL | ASV Draßburg | – | Wolfsberger AC | 0:7 (0:4) |
| SR: Gmeiner        | Torschützen: | Torschützen: | Torschützen: | 0:1 (5., Eigentor) Marcel Etzelstorfer, 0:2 (24.) Thomas Sabitzer, 0:3 (31.) Thierno Ballo, 0:4 (43.) Angelo Gattermayer, 0:5 (69.) Erik Kojzek, 0:6 (85.) Emmanuel Agyemang, 0:6 (87.) Erik Kojzek | 0:1 (5., Eigentor) Marcel Etzelstorfer, 0:2 (24.) Thomas Sabitzer, 0:3 (31.) Thierno Ballo, 0:4 (43.) Angelo Gattermayer, 0:5 (69.) Erik Kojzek, 0:6 (85.) Emmanuel Agyemang, 0:6 (87.) Erik Kojzek | 0:1 (5., Eigentor) Marcel Etzelstorfer, 0:2 (24.) Thomas Sabitzer, 0:3 (31.) Thierno Ballo, 0:4 (43.) Angelo Gattermayer, 0:5 (69.) Erik Kojzek, 0:6 (85.) Emmanuel Agyemang, 0:6 (87.) Erik Kojzek | 0:1 (5., Eigentor) Marcel Etzelstorfer, 0:2 (24.) Thomas Sabitzer, 0:3 (31.) Thierno Ballo, 0:4 (43.) Angelo Gattermayer, 0:5 (69.) Erik Kojzek, 0:6 (85.) Emmanuel Agyemang, 0:6 (87.) Erik Kojzek |
| 26.07.2024 / 250   | RL | – | 2L | FCM Traiskirchen | – | SKU Amstetten | 1:4 (0:1) |
| SR: Harkam         | Torschützen: | Torschützen: | Torschützen: | 0:1 (7.) Jannik Wanner, 1:1 (63.) Stephan Schimandl, 1:2 (81.) Jan-Sebastian Koppensteiner, 1:3 (88.) Thomas Mayer, 1:4 (90+2.) Thomas Mayer | 0:1 (7.) Jannik Wanner, 1:1 (63.) Stephan Schimandl, 1:2 (81.) Jan-Sebastian Koppensteiner, 1:3 (88.) Thomas Mayer, 1:4 (90+2.) Thomas Mayer | 0:1 (7.) Jannik Wanner, 1:1 (63.) Stephan Schimandl, 1:2 (81.) Jan-Sebastian Koppensteiner, 1:3 (88.) Thomas Mayer, 1:4 (90+2.) Thomas Mayer | 0:1 (7.) Jannik Wanner, 1:1 (63.) Stephan Schimandl, 1:2 (81.) Jan-Sebastian Koppensteiner, 1:3 (88.) Thomas Mayer, 1:4 (90+2.) Thomas Mayer |
| 26.07.2024 / 1.700 | RL | – | BL | SV Gloggnitz | – | SK Austria Klagenfurt | 0:5 (0:4) |
| SR: Barmaksiz      | Torschützen: | Torschützen: | Torschützen: | 0:1 (19.) David Toševski, 0:2 (23.) Nicolas Binder, 0:3 (30.) Christopher Cvetko, 0:4 (39.) Ben Bobzien, 0:5 (70.) Ben Bobzien | 0:1 (19.) David Toševski, 0:2 (23.) Nicolas Binder, 0:3 (30.) Christopher Cvetko, 0:4 (39.) Ben Bobzien, 0:5 (70.) Ben Bobzien | 0:1 (19.) David Toševski, 0:2 (23.) Nicolas Binder, 0:3 (30.) Christopher Cvetko, 0:4 (39.) Ben Bobzien, 0:5 (70.) Ben Bobzien | 0:1 (19.) David Toševski, 0:2 (23.) Nicolas Binder, 0:3 (30.) Christopher Cvetko, 0:4 (39.) Ben Bobzien, 0:5 (70.) Ben Bobzien |
| 26.07.2024 / 200   | RL | – | RL | SV Wallern | – | FC Kitzbühel | 4:0 (2:0) |
| SR: Zechner        | Torschützen: | Torschützen: | Torschützen: | 1:0 (40.) Oliver Affenzeller, 2:0 (42.) Felix Huspek, 3:0 (73.) Daniel Steinmayr, 4:0 (80.) Oliver Affenzeller | 1:0 (40.) Oliver Affenzeller, 2:0 (42.) Felix Huspek, 3:0 (73.) Daniel Steinmayr, 4:0 (80.) Oliver Affenzeller | 1:0 (40.) Oliver Affenzeller, 2:0 (42.) Felix Huspek, 3:0 (73.) Daniel Steinmayr, 4:0 (80.) Oliver Affenzeller | 1:0 (40.) Oliver Affenzeller, 2:0 (42.) Felix Huspek, 3:0 (73.) Daniel Steinmayr, 4:0 (80.) Oliver Affenzeller |
| 26.07.2024 / 750   | RL | – | 2L | SV Wals-Grünau | – | SC Austria Lustenau | 1:2 (0:1) |
| SR: Koscielnicki   | Torschützen: | Torschützen: | Torschützen: | 0:1 (43.) Abdellah Baallal, 0:2 (89.) Namory Cisse, 1:2 (90+4., Elfmeter) Savo Pajic | 0:1 (43.) Abdellah Baallal, 0:2 (89.) Namory Cisse, 1:2 (90+4., Elfmeter) Savo Pajic | 0:1 (43.) Abdellah Baallal, 0:2 (89.) Namory Cisse, 1:2 (90+4., Elfmeter) Savo Pajic | 0:1 (43.) Abdellah Baallal, 0:2 (89.) Namory Cisse, 1:2 (90+4., Elfmeter) Savo Pajic |
| 26.07.2024 / 700   | RL | – | LL | Deutschlandsberger SC (LC) | – | SK Korneuburg (LC) | 5:0 (2:0) |
| SR: Skalic         | Torschützen: | Torschützen: | Torschützen: | 1:0 (33.) Matej Hoić, 2:0 (44.) Marco Fuchshofer, 3:0 (71.) Marco Fuchshofer, 4:0 (72.) Matej Hoić, 5:0 (76.) Marco Fuchshofer | 1:0 (33.) Matej Hoić, 2:0 (44.) Marco Fuchshofer, 3:0 (71.) Marco Fuchshofer, 4:0 (72.) Matej Hoić, 5:0 (76.) Marco Fuchshofer | 1:0 (33.) Matej Hoić, 2:0 (44.) Marco Fuchshofer, 3:0 (71.) Marco Fuchshofer, 4:0 (72.) Matej Hoić, 5:0 (76.) Marco Fuchshofer | 1:0 (33.) Matej Hoić, 2:0 (44.) Marco Fuchshofer, 3:0 (71.) Marco Fuchshofer, 4:0 (72.) Matej Hoić, 5:0 (76.) Marco Fuchshofer |
| 26.07.2024 / 600   | RL | – | 2L | FC Marchfeld Donauauen | – | First Vienna FC | 1:3 (1:0) |
| SR: Leitner        | Torschützen: | Torschützen: | Torschützen: | 1:0 (17.) Zoran Mihailović, 1:1 (47.) Philipp Ochs, 1:2 (54.) Kelvin Boateng, 1:3 (67.) Bernhard Luxbacher | 1:0 (17.) Zoran Mihailović, 1:1 (47.) Philipp Ochs, 1:2 (54.) Kelvin Boateng, 1:3 (67.) Bernhard Luxbacher | 1:0 (17.) Zoran Mihailović, 1:1 (47.) Philipp Ochs, 1:2 (54.) Kelvin Boateng, 1:3 (67.) Bernhard Luxbacher | 1:0 (17.) Zoran Mihailović, 1:1 (47.) Philipp Ochs, 1:2 (54.) Kelvin Boateng, 1:3 (67.) Bernhard Luxbacher |
| 26.07.2024 / 500   | RL | – | 2L | SV Oberwart | – | SV Stripfing | 0:2 (0:1) |
| SR: Weinberger     | Torschützen: | Torschützen: | Torschützen: | 0:1 (19.) Marco Hausjell, 0:2 (48.) Marco Hausjell | 0:1 (19.) Marco Hausjell, 0:2 (48.) Marco Hausjell | 0:1 (19.) Marco Hausjell, 0:2 (48.) Marco Hausjell | 0:1 (19.) Marco Hausjell, 0:2 (48.) Marco Hausjell |
| 26.07.2024         | RL | – | 2L | SC Weiz | – | SV Lafnitz | 4:5 i. E. (0:1, 2:2; 3:3) |
| SR: Gadler         | Torschützen: | Torschützen: | Torschützen: | 0:1 (42.) Jakob Knollmüller, 1:1 (47.) Paul Kiedl, 1:2 (48.) Ermin Mahmić, 2:2 (76.) Thomas Fink, 2:3 (105.) Zvonimir Plavčić, 3:3 (118.) Robert Schmerleib | 0:1 (42.) Jakob Knollmüller, 1:1 (47.) Paul Kiedl, 1:2 (48.) Ermin Mahmić, 2:2 (76.) Thomas Fink, 2:3 (105.) Zvonimir Plavčić, 3:3 (118.) Robert Schmerleib | 0:1 (42.) Jakob Knollmüller, 1:1 (47.) Paul Kiedl, 1:2 (48.) Ermin Mahmić, 2:2 (76.) Thomas Fink, 2:3 (105.) Zvonimir Plavčić, 3:3 (118.) Robert Schmerleib | 0:1 (42.) Jakob Knollmüller, 1:1 (47.) Paul Kiedl, 1:2 (48.) Ermin Mahmić, 2:2 (76.) Thomas Fink, 2:3 (105.) Zvonimir Plavčić, 3:3 (118.) Robert Schmerleib |
| 27.07.2024 / 1.323 | RL | – | RL | SV Austria Salzburg | – | SVG Reichenau (LC) | 1:2 (1:1) |
| SR: Gächter        | Torschützen: | Torschützen: | Torschützen: | 0:1 (34.) Mario Kleinlercher, 1:1 (30.) René Zia, 1:2 (86.) Jakob Singer | 0:1 (34.) Mario Kleinlercher, 1:1 (30.) René Zia, 1:2 (86.) Jakob Singer | 0:1 (34.) Mario Kleinlercher, 1:1 (30.) René Zia, 1:2 (86.) Jakob Singer | 0:1 (34.) Mario Kleinlercher, 1:1 (30.) René Zia, 1:2 (86.) Jakob Singer |
| 27.07.2024 / 800   | RL | – | BL | SR Donaufeld Wien | – | SCR Altach | 2:0 (1:0) |
| SR: Hameter        | Torschützen: | Torschützen: | Torschützen: | 1:0 (14.) Antonio Babić, 2:0 (90+1., Elfmeter) Floris van Zaanen | 1:0 (14.) Antonio Babić, 2:0 (90+1., Elfmeter) Floris van Zaanen | 1:0 (14.) Antonio Babić, 2:0 (90+1., Elfmeter) Floris van Zaanen | 1:0 (14.) Antonio Babić, 2:0 (90+1., Elfmeter) Floris van Zaanen |
| 27.07.2024 / 700   | LL | – | RL | Union Dietach | – | FC Hertha Wels | 0:2 (0:1) |
| SR: Demir          | Torschützen: | Torschützen: | Torschützen: | 0:1 (8.) Philipp Birglehner, 0:2 (71.) Roko Mišlov | 0:1 (8.) Philipp Birglehner, 0:2 (71.) Roko Mišlov | 0:1 (8.) Philipp Birglehner, 0:2 (71.) Roko Mišlov | 0:1 (8.) Philipp Birglehner, 0:2 (71.) Roko Mišlov |
| 27.07.2024 / 400   | RL | – | 2L | SC Schwaz | – | Schwarz-Weiß Bregenz | 0:2 (0:0) |
| SR: Sampl          | Torschützen: | Torschützen: | Torschützen: | 0:1 (54.) Jan Stefanon, 0:2 (90+4.) Marcel Monsberger | 0:1 (54.) Jan Stefanon, 0:2 (90+4.) Marcel Monsberger | 0:1 (54.) Jan Stefanon, 0:2 (90+4.) Marcel Monsberger | 0:1 (54.) Jan Stefanon, 0:2 (90+4.) Marcel Monsberger |
| 27.07.2024         | L7 | – | RL | ASK Klagenfurt | – | Union Mauer | 0:14 (0:5) |
| SR: Holzinger      | Torschützen: | Torschützen: | Torschützen: | 0:1 (7.) Marco Elbl, 0:2 (15.) Philip Kurz, 0:3 (37.) Philip Kurz, 0:4 (40.) Andre Necina, 0:5 (45., Elfmeter) Jason Sprinzer, 0:6 (49.) Marco Elbl, 0:7 (51.) Thomas Komornyik, 0:8 (56.) Jason Sprinzer, 0:9 (62.) Marco Heiter, 0:10 (72.) Thomas Komornyik, 0:11 (76., Elfmeter) Andre Necina, 0:12 (78.) Marco Elbl, 0:13 (84.) Luca Ruiss, 0:14 (85.) Victor Quesada Hentschel | 0:1 (7.) Marco Elbl, 0:2 (15.) Philip Kurz, 0:3 (37.) Philip Kurz, 0:4 (40.) Andre Necina, 0:5 (45., Elfmeter) Jason Sprinzer, 0:6 (49.) Marco Elbl, 0:7 (51.) Thomas Komornyik, 0:8 (56.) Jason Sprinzer, 0:9 (62.) Marco Heiter, 0:10 (72.) Thomas Komornyik, 0:11 (76., Elfmeter) Andre Necina, 0:12 (78.) Marco Elbl, 0:13 (84.) Luca Ruiss, 0:14 (85.) Victor Quesada Hentschel | 0:1 (7.) Marco Elbl, 0:2 (15.) Philip Kurz, 0:3 (37.) Philip Kurz, 0:4 (40.) Andre Necina, 0:5 (45., Elfmeter) Jason Sprinzer, 0:6 (49.) Marco Elbl, 0:7 (51.) Thomas Komornyik, 0:8 (56.) Jason Sprinzer, 0:9 (62.) Marco Heiter, 0:10 (72.) Thomas Komornyik, 0:11 (76., Elfmeter) Andre Necina, 0:12 (78.) Marco Elbl, 0:13 (84.) Luca Ruiss, 0:14 (85.) Victor Quesada Hentschel | 0:1 (7.) Marco Elbl, 0:2 (15.) Philip Kurz, 0:3 (37.) Philip Kurz, 0:4 (40.) Andre Necina, 0:5 (45., Elfmeter) Jason Sprinzer, 0:6 (49.) Marco Elbl, 0:7 (51.) Thomas Komornyik, 0:8 (56.) Jason Sprinzer, 0:9 (62.) Marco Heiter, 0:10 (72.) Thomas Komornyik, 0:11 (76., Elfmeter) Andre Necina, 0:12 (78.) Marco Elbl, 0:13 (84.) Luca Ruiss, 0:14 (85.) Victor Quesada Hentschel |
| 27.07.2024 / 400   | RL | – | RL | VfB Hohenems (LC) | – | ASKÖ Oedt (LC) | 2:4 i. E. (2:1, 4:4) |
| SR: Maier          | Torschützen: | Torschützen: | Torschützen: | 1:0 (14.) Emre Yabantas, 1:1 (29.) Nenad Vidackovic, 2:1 (44., Elfmeter) Mert Can Ünal, 2:2 (47.) Valdir, 2:3 (49.) Filip Breškić, 2:4 (67.) Nenad Vidackovic, 3:4 (78.) Gianfranco Quiroz, 4:4 (90+2.) Emre Yabantas | 1:0 (14.) Emre Yabantas, 1:1 (29.) Nenad Vidackovic, 2:1 (44., Elfmeter) Mert Can Ünal, 2:2 (47.) Valdir, 2:3 (49.) Filip Breškić, 2:4 (67.) Nenad Vidackovic, 3:4 (78.) Gianfranco Quiroz, 4:4 (90+2.) Emre Yabantas | 1:0 (14.) Emre Yabantas, 1:1 (29.) Nenad Vidackovic, 2:1 (44., Elfmeter) Mert Can Ünal, 2:2 (47.) Valdir, 2:3 (49.) Filip Breškić, 2:4 (67.) Nenad Vidackovic, 3:4 (78.) Gianfranco Quiroz, 4:4 (90+2.) Emre Yabantas | 1:0 (14.) Emre Yabantas, 1:1 (29.) Nenad Vidackovic, 2:1 (44., Elfmeter) Mert Can Ünal, 2:2 (47.) Valdir, 2:3 (49.) Filip Breškić, 2:4 (67.) Nenad Vidackovic, 3:4 (78.) Gianfranco Quiroz, 4:4 (90+2.) Emre Yabantas |
| 27.07.2024 / 1.000 | RL | – | BL | SV Wildon | – | FC Blau-Weiß Linz | 0:5 (0:1) |
| SR: Ristoskov      | Torschützen: | Torschützen: | Torschützen: | 0:1 (26.) Ronivaldo, 0:2 (71.) Ronivaldo, 0:3 (79.) Alexander Schmidt, 0:4 (82.) Thomas Goiginger, 0:5 (87.) Julian Gölles | 0:1 (26.) Ronivaldo, 0:2 (71.) Ronivaldo, 0:3 (79.) Alexander Schmidt, 0:4 (82.) Thomas Goiginger, 0:5 (87.) Julian Gölles | 0:1 (26.) Ronivaldo, 0:2 (71.) Ronivaldo, 0:3 (79.) Alexander Schmidt, 0:4 (82.) Thomas Goiginger, 0:5 (87.) Julian Gölles | 0:1 (26.) Ronivaldo, 0:2 (71.) Ronivaldo, 0:3 (79.) Alexander Schmidt, 0:4 (82.) Thomas Goiginger, 0:5 (87.) Julian Gölles |
| 27.07.2024 / 6.200 | RL | – | BL | Kremser SC | – | SK Sturm Graz (M, C) | 2:4 n. V. (2:2, 2:2) |
| SR: Sadikovski     | Torschützen: | Torschützen: | Torschützen: | 0:1 (6.) Manprit Sarkaria, 1:1 (13.) Hakan Gökçek, 1:2 (26.) Tomi Horvat, 2:2 (30., Elfmeter) Hakan Gökçek, 2:3 (113.) Jon Gorenc Stankovič, 2:4 (120+2.) Mika Biereth | 0:1 (6.) Manprit Sarkaria, 1:1 (13.) Hakan Gökçek, 1:2 (26.) Tomi Horvat, 2:2 (30., Elfmeter) Hakan Gökçek, 2:3 (113.) Jon Gorenc Stankovič, 2:4 (120+2.) Mika Biereth | 0:1 (6.) Manprit Sarkaria, 1:1 (13.) Hakan Gökçek, 1:2 (26.) Tomi Horvat, 2:2 (30., Elfmeter) Hakan Gökçek, 2:3 (113.) Jon Gorenc Stankovič, 2:4 (120+2.) Mika Biereth | 0:1 (6.) Manprit Sarkaria, 1:1 (13.) Hakan Gökçek, 1:2 (26.) Tomi Horvat, 2:2 (30., Elfmeter) Hakan Gökçek, 2:3 (113.) Jon Gorenc Stankovič, 2:4 (120+2.) Mika Biereth |
| 27.07.2024 / 150   | LL | – | 2L | SV Donau Wien (LC) | – | ASK Voitsberg | 0:3 (0:1) |
| SR: Divkovic       | Torschützen: | Torschützen: | Torschützen: | 0:1 (8., Eigentor) Furkan Sezen, 0:2 (77.) Dominik Kirnbauer, 0:3 (86.) Maximilian Suppan | 0:1 (8., Eigentor) Furkan Sezen, 0:2 (77.) Dominik Kirnbauer, 0:3 (86.) Maximilian Suppan | 0:1 (8., Eigentor) Furkan Sezen, 0:2 (77.) Dominik Kirnbauer, 0:3 (86.) Maximilian Suppan | 0:1 (8., Eigentor) Furkan Sezen, 0:2 (77.) Dominik Kirnbauer, 0:3 (86.) Maximilian Suppan |
| 27.07.2024 / 1.000 | RL | – | 2L | SV Leobendorf | – | SKN St. Pölten | 2:3 (1:0) |
| SR: Talic          | Torschützen: | Torschützen: | Torschützen: | 1:0 (41.) Thomas Bartholomay, 1:1 (46.) Marc Stendera, 1:2 (50.) Claudy M’Buyi, 1:3 (58.) Claudy M’Buyi, 2:3 (75.) Bernhard Hahn | 1:0 (41.) Thomas Bartholomay, 1:1 (46.) Marc Stendera, 1:2 (50.) Claudy M’Buyi, 1:3 (58.) Claudy M’Buyi, 2:3 (75.) Bernhard Hahn | 1:0 (41.) Thomas Bartholomay, 1:1 (46.) Marc Stendera, 1:2 (50.) Claudy M’Buyi, 1:3 (58.) Claudy M’Buyi, 2:3 (75.) Bernhard Hahn | 1:0 (41.) Thomas Bartholomay, 1:1 (46.) Marc Stendera, 1:2 (50.) Claudy M’Buyi, 1:3 (58.) Claudy M’Buyi, 2:3 (75.) Bernhard Hahn |
| 27.07.2024 / 850   | RL | – | 2L | USV St. Anna | – | Admira Wacker | 1:5 (0:2) |
| SR: Lechner        | Torschützen: | Torschützen: | Torschützen: | 0:1 (12.) Lukas Malicsek, 0:2 (35., Eigentor) Nico Fabiani, 1:2 (51.) Anej Polak, 1:3 (58.) Lukas Brückler, 1:4 (70.) Salko Mujanović, 1:5 (87.) Deni Alar | 0:1 (12.) Lukas Malicsek, 0:2 (35., Eigentor) Nico Fabiani, 1:2 (51.) Anej Polak, 1:3 (58.) Lukas Brückler, 1:4 (70.) Salko Mujanović, 1:5 (87.) Deni Alar | 0:1 (12.) Lukas Malicsek, 0:2 (35., Eigentor) Nico Fabiani, 1:2 (51.) Anej Polak, 1:3 (58.) Lukas Brückler, 1:4 (70.) Salko Mujanović, 1:5 (87.) Deni Alar | 0:1 (12.) Lukas Malicsek, 0:2 (35., Eigentor) Nico Fabiani, 1:2 (51.) Anej Polak, 1:3 (58.) Lukas Brückler, 1:4 (70.) Salko Mujanović, 1:5 (87.) Deni Alar |
| 27.07.2024 / 300   | RL | – | 2L | ASV Siegendorf (LC) | – | Floridsdorfer AC | 2:1 (2:0) |
| SR: Baumann        | Torschützen: | Torschützen: | Torschützen: | 1:0 (41.) Antonín Svoboda, 2:0 (45.) Lukas Grozurek, 2:1 (70.) Ante Kuliš | 1:0 (41.) Antonín Svoboda, 2:0 (45.) Lukas Grozurek, 2:1 (70.) Ante Kuliš | 1:0 (41.) Antonín Svoboda, 2:0 (45.) Lukas Grozurek, 2:1 (70.) Ante Kuliš | 1:0 (41.) Antonín Svoboda, 2:0 (45.) Lukas Grozurek, 2:1 (70.) Ante Kuliš |
| 28.07.2024 / 600   | RL | – | 2L | SC Röthis | – | SV Ried | 0:11 (0:6) |
| SR: Tschon         | Torschützen: | Torschützen: | Torschützen: | 0:1 (2.) David Bumberger, 0:2 (7.) Fabian Wohlmuth, 0:3 (19.) Mark Grosse, 0:4 (32., Elfmeter), 0:5 (36.) Saliou Sané, 0:6 (44.) Saliou Sané, 0:7 (47.) Mark Grosse, 0:8 (57.) Saliou Sané, 0:9 (64.) Saliou Sané, 0:10 (73., Elfmeter) Belmin Beganović, 0:11 (78.) Michael Sollbauer                                                                                               | 0:1 (2.) David Bumberger, 0:2 (7.) Fabian Wohlmuth, 0:3 (19.) Mark Grosse, 0:4 (32., Elfmeter), 0:5 (36.) Saliou Sané, 0:6 (44.) Saliou Sané, 0:7 (47.) Mark Grosse, 0:8 (57.) Saliou Sané, 0:9 (64.) Saliou Sané, 0:10 (73., Elfmeter) Belmin Beganović, 0:11 (78.) Michael Sollbauer                                                                                               | 0:1 (2.) David Bumberger, 0:2 (7.) Fabian Wohlmuth, 0:3 (19.) Mark Grosse, 0:4 (32., Elfmeter), 0:5 (36.) Saliou Sané, 0:6 (44.) Saliou Sané, 0:7 (47.) Mark Grosse, 0:8 (57.) Saliou Sané, 0:9 (64.) Saliou Sané, 0:10 (73., Elfmeter) Belmin Beganović, 0:11 (78.) Michael Sollbauer                                                                                               | 0:1 (2.) David Bumberger, 0:2 (7.) Fabian Wohlmuth, 0:3 (19.) Mark Grosse, 0:4 (32., Elfmeter), 0:5 (36.) Saliou Sané, 0:6 (44.) Saliou Sané, 0:7 (47.) Mark Grosse, 0:8 (57.) Saliou Sané, 0:9 (64.) Saliou Sané, 0:10 (73., Elfmeter) Belmin Beganović, 0:11 (78.) Michael Sollbauer                                                                                               |
| 28.07.2024 / 1.000 | RL | – | BL | FC Pinzgau Saalfelden (LC) | – | FK Austria Wien | 0:6 (0:4) |
| SR: Greinecker     | Torschützen: | Torschützen: | Torschützen: | 0:1 (16.) Dominik Fitz, 0:2 (20.) Andreas Gruber, 0:3 (37.) Luca Pazourek, 0:4 (40.) Tin Plavotić, 0:5 (59.) Nik Prelec, 0:6 (77.) Muharem Huskovic | 0:1 (16.) Dominik Fitz, 0:2 (20.) Andreas Gruber, 0:3 (37.) Luca Pazourek, 0:4 (40.) Tin Plavotić, 0:5 (59.) Nik Prelec, 0:6 (77.) Muharem Huskovic | 0:1 (16.) Dominik Fitz, 0:2 (20.) Andreas Gruber, 0:3 (37.) Luca Pazourek, 0:4 (40.) Tin Plavotić, 0:5 (59.) Nik Prelec, 0:6 (77.) Muharem Huskovic | 0:1 (16.) Dominik Fitz, 0:2 (20.) Andreas Gruber, 0:3 (37.) Luca Pazourek, 0:4 (40.) Tin Plavotić, 0:5 (59.) Nik Prelec, 0:6 (77.) Muharem Huskovic |
| 28.07.2024 / 2.284 | RL | – | BL | SC Imst | – | WSG Tirol | 0:3 (0:1) |
| SR: Macanovic      | Torschützen: | Torschützen: | Torschützen: | 0:1 (23.) Bror Blume, 0:2 (65.) Tobias Anselm, 0:3 (72.) Tobias Anselm | 0:1 (23.) Bror Blume, 0:2 (65.) Tobias Anselm, 0:3 (72.) Tobias Anselm | 0:1 (23.) Bror Blume, 0:2 (65.) Tobias Anselm, 0:3 (72.) Tobias Anselm | 0:1 (23.) Bror Blume, 0:2 (65.) Tobias Anselm, 0:3 (72.) Tobias Anselm |
| 28.07.2024 / 3.000 | RL | – | BL | SC Neusiedl am See | – | SK Rapid Wien | 0:2 (0:1) |
| SR: Semler         | Torschützen: | Torschützen: | Torschützen: | 0:1 (39.) Dion Beljo, 0:2 (73.) Dennis Kaygin | 0:1 (39.) Dion Beljo, 0:2 (73.) Dennis Kaygin | 0:1 (39.) Dion Beljo, 0:2 (73.) Dennis Kaygin | 0:1 (39.) Dion Beljo, 0:2 (73.) Dennis Kaygin |
| Legende:           | BL = Bundesliga (1. Leistungsstufe) – 2L = 2. Liga (2. Leistungsstufe) RL = Regionalliga (3. Leistungsstufe) – LL = Landesliga (4. Leistungsstufe) – L7 = 2. Klasse (7. Leistungsstufe) M = amtierender Meister – C = amtierender Cupsieger – LC = Amtierender Landescupsieger n. V. = Nach Verlängerung – i. E. = im Elfmeterschießen | BL = Bundesliga (1. Leistungsstufe) – 2L = 2. Liga (2. Leistungsstufe) RL = Regionalliga (3. Leistungsstufe) – LL = Landesliga (4. Leistungsstufe) – L7 = 2. Klasse (7. Leistungsstufe) M = amtierender Meister – C = amtierender Cupsieger – LC = Amtierender Landescupsieger n. V. = Nach Verlängerung – i. E. = im Elfmeterschießen | BL = Bundesliga (1. Leistungsstufe) – 2L = 2. Liga (2. Leistungsstufe) RL = Regionalliga (3. Leistungsstufe) – LL = Landesliga (4. Leistungsstufe) – L7 = 2. Klasse (7. Leistungsstufe) M = amtierender Meister – C = amtierender Cupsieger – LC = Amtierender Landescupsieger n. V. = Nach Verlängerung – i. E. = im Elfmeterschießen | BL = Bundesliga (1. Leistungsstufe) – 2L = 2. Liga (2. Leistungsstufe) RL = Regionalliga (3. Leistungsstufe) – LL = Landesliga (4. Leistungsstufe) – L7 = 2. Klasse (7. Leistungsstufe) M = amtierender Meister – C = amtierender Cupsieger – LC = Amtierender Landescupsieger n. V. = Nach Verlängerung – i. E. = im Elfmeterschießen                                               | BL = Bundesliga (1. Leistungsstufe) – 2L = 2. Liga (2. Leistungsstufe) RL = Regionalliga (3. Leistungsstufe) – LL = Landesliga (4. Leistungsstufe) – L7 = 2. Klasse (7. Leistungsstufe) M = amtierender Meister – C = amtierender Cupsieger – LC = Amtierender Landescupsieger n. V. = Nach Verlängerung – i. E. = im Elfmeterschießen                                               | BL = Bundesliga (1. Leistungsstufe) – 2L = 2. Liga (2. Leistungsstufe) RL = Regionalliga (3. Leistungsstufe) – LL = Landesliga (4. Leistungsstufe) – L7 = 2. Klasse (7. Leistungsstufe) M = amtierender Meister – C = amtierender Cupsieger – LC = Amtierender Landescupsieger n. V. = Nach Verlängerung – i. E. = im Elfmeterschießen                                               | BL = Bundesliga (1. Leistungsstufe) – 2L = 2. Liga (2. Leistungsstufe) RL = Regionalliga (3. Leistungsstufe) – LL = Landesliga (4. Leistungsstufe) – L7 = 2. Klasse (7. Leistungsstufe) M = amtierender Meister – C = amtierender Cupsieger – LC = Amtierender Landescupsieger n. V. = Nach Verlängerung – i. E. = im Elfmeterschießen                                               |

## 2. Runde
Für die zweite Runde hatten sich folgende Mannschaften qualifiziert:
| Bundesliga (11) | 2. Liga (12) | Regionalliga Ost (4)                                                           |
| --- | --- | ------------------------------------------------------------------------------ |
| - Grazer AK - SK Sturm Graz (M, C) - TSV Hartberg - SK Austria Klagenfurt - LASK - FC Blau-Weiß Linz - FC Red Bull Salzburg - WSG Tirol - FK Austria Wien - SK Rapid Wien - Wolfsberger AC | - Admira Wacker - SKU Amstetten - Schwarz-Weiß Bregenz - SV Horn - Kapfenberger SV - SV Lafnitz - SC Austria Lustenau - SV Ried - SKN St. Pölten - SV Stripfing - First Vienna FC - ASK Voitsberg | - Union Mauer - ASV Siegendorf (B-LC) - SR Donaufeld Wien - SC Wiener Viktoria |
| Regionalliga Mitte (4) | Regionalliga West (1) |                                                                                |
| - Deutschlandsberger SC (ST-LC) - ASKÖ Oedt (OÖ-LC) - SV Wallern - FC Hertha Wels | - SVG Reichenau (T-LC) |                                                                                |

### Paarungen der 2. Runde
Die Spiele der 2. Runde sind für Dienstag, 27. und Mittwoch, 28. August 2024 vorgesehen. Die Europacup-Play-off-Teilnehmer Salzburg, LASK und Rapid bekamen einen Sondertermin im September 2024.
| Datum / Zuschauer  | Liga | Liga | Liga | Heimmannschaft | | Gastmannschaft | Ergebnis |
| ------------------ | --- | --- | --- | --- | --- | --- | --- |
| 27.08.2024 / 724   | RL | – | BL | ASV Siegendorf (LC) | – | SK Austria Klagenfurt | 0:5 (0:3) |
| SR: Spurny         | Torschützen: | Torschützen: | Torschützen: | 0:1 (14.) Nicolas Binder, 0:2 (18.) Christopher Wernitznig, 0:3 (27.) Ben Bobzien, 0:4 (79.) David Toševski, 0:5 (90.) David Toševski | 0:1 (14.) Nicolas Binder, 0:2 (18.) Christopher Wernitznig, 0:3 (27.) Ben Bobzien, 0:4 (79.) David Toševski, 0:5 (90.) David Toševski | 0:1 (14.) Nicolas Binder, 0:2 (18.) Christopher Wernitznig, 0:3 (27.) Ben Bobzien, 0:4 (79.) David Toševski, 0:5 (90.) David Toševski | 0:1 (14.) Nicolas Binder, 0:2 (18.) Christopher Wernitznig, 0:3 (27.) Ben Bobzien, 0:4 (79.) David Toševski, 0:5 (90.) David Toševski |
| 27.08.2024 / 878   | 2L | – | 2L | Admira Wacker | – | SC Austria Lustenau | 1:3 (0:1) |
| SR: Sampl          | Torschützen: | Torschützen: | Torschützen: | 0:1 (11.) Namory Cisse, 1:1 (53.) Manuel Holzmann, 1:2 (65., Eigentor) Lukas Malicsek, 1:3 (74.) Namory Cisse | 0:1 (11.) Namory Cisse, 1:1 (53.) Manuel Holzmann, 1:2 (65., Eigentor) Lukas Malicsek, 1:3 (74.) Namory Cisse | 0:1 (11.) Namory Cisse, 1:1 (53.) Manuel Holzmann, 1:2 (65., Eigentor) Lukas Malicsek, 1:3 (74.) Namory Cisse | 0:1 (11.) Namory Cisse, 1:1 (53.) Manuel Holzmann, 1:2 (65., Eigentor) Lukas Malicsek, 1:3 (74.) Namory Cisse |
| 27.08.2024 / 1.300 | RL | – | BL | Deutschlandsberger SC (LC) | – | WSG Tirol | 2:4 (1:1) |
| SR: Baumann        | Torschützen: | Torschützen: | Torschützen: | 1:0 (5.) Bajram Syla, 1:1 (20.) Tobias Anselm, 1:2 (51.) Valentino Müller, 2:2 (56.) Bajram Syla, 2:3 (68.) Osarenren Okungbowa, 2:4 (90+3.) Mahamadou Diarra                                                                                             | 1:0 (5.) Bajram Syla, 1:1 (20.) Tobias Anselm, 1:2 (51.) Valentino Müller, 2:2 (56.) Bajram Syla, 2:3 (68.) Osarenren Okungbowa, 2:4 (90+3.) Mahamadou Diarra                                                                                             | 1:0 (5.) Bajram Syla, 1:1 (20.) Tobias Anselm, 1:2 (51.) Valentino Müller, 2:2 (56.) Bajram Syla, 2:3 (68.) Osarenren Okungbowa, 2:4 (90+3.) Mahamadou Diarra                                                                                             | 1:0 (5.) Bajram Syla, 1:1 (20.) Tobias Anselm, 1:2 (51.) Valentino Müller, 2:2 (56.) Bajram Syla, 2:3 (68.) Osarenren Okungbowa, 2:4 (90+3.) Mahamadou Diarra                                                                                             |
| 27.08.2024 / 1.007 | 2L | – | 2L | First Vienna FC | – | SV Stripfing | 0:3 (0:2) |
| SR: Talic          | Torschützen: | Torschützen: | Torschützen: | 0:1 (17., Elfmeter) Gabryel, 0:2 (44.) Abdoulaye Kanté, 0:3 (84.) Darijo Pecirep | 0:1 (17., Elfmeter) Gabryel, 0:2 (44.) Abdoulaye Kanté, 0:3 (84.) Darijo Pecirep | 0:1 (17., Elfmeter) Gabryel, 0:2 (44.) Abdoulaye Kanté, 0:3 (84.) Darijo Pecirep | 0:1 (17., Elfmeter) Gabryel, 0:2 (44.) Abdoulaye Kanté, 0:3 (84.) Darijo Pecirep |
| 27.08.2024 / 1.100 | 2L | – | 2L | SKN St. Pölten | – | Schwarz-Weiß Bregenz | 0:2 (0:1) |
| SR: Leitner        | Torschützen: | Torschützen: | Torschützen: | 0:1 (36.) Mario Vucenovic, 0:2 (56.) Florian Prirsch | 0:1 (36.) Mario Vucenovic, 0:2 (56.) Florian Prirsch | 0:1 (36.) Mario Vucenovic, 0:2 (56.) Florian Prirsch | 0:1 (36.) Mario Vucenovic, 0:2 (56.) Florian Prirsch |
| 27.08.2024 / 620   | 2L | – | 2L | SV Horn | – | SKU Amstetten | 3:1 (1:0) |
| SR: Simsek         | Torschützen: | Torschützen: | Torschützen: | 1:0 (42.) Din Barlov, 2:0 (63.) Florian Fischerauer, 2:1 (68.) Jesaja Herrmann, 3:1 (90+2.) Amir Abdijanovic | 1:0 (42.) Din Barlov, 2:0 (63.) Florian Fischerauer, 2:1 (68.) Jesaja Herrmann, 3:1 (90+2.) Amir Abdijanovic | 1:0 (42.) Din Barlov, 2:0 (63.) Florian Fischerauer, 2:1 (68.) Jesaja Herrmann, 3:1 (90+2.) Amir Abdijanovic | 1:0 (42.) Din Barlov, 2:0 (63.) Florian Fischerauer, 2:1 (68.) Jesaja Herrmann, 3:1 (90+2.) Amir Abdijanovic |
| 27.08.2024 / 1.300 | 2L | – | BL | SV Lafnitz | – | TSV Hartberg | 0:6 (0:3) |
| SR: Pfister        | Torschützen: | Torschützen: | Torschützen: | 0:1 (3.) Donis Avdijaj, 0:2 (30.) Patrik Mijić, 0:3 (44.) Patrik Mijić, 0:4 (74.) Donis Avdijaj, 0:5 (87.) Marco Hoffmann, 0:6 (88.) Donis Avdijaj : Ermin Mahmić (63., Lafnitz)                                                                          | 0:1 (3.) Donis Avdijaj, 0:2 (30.) Patrik Mijić, 0:3 (44.) Patrik Mijić, 0:4 (74.) Donis Avdijaj, 0:5 (87.) Marco Hoffmann, 0:6 (88.) Donis Avdijaj : Ermin Mahmić (63., Lafnitz)                                                                          | 0:1 (3.) Donis Avdijaj, 0:2 (30.) Patrik Mijić, 0:3 (44.) Patrik Mijić, 0:4 (74.) Donis Avdijaj, 0:5 (87.) Marco Hoffmann, 0:6 (88.) Donis Avdijaj : Ermin Mahmić (63., Lafnitz)                                                                          | 0:1 (3.) Donis Avdijaj, 0:2 (30.) Patrik Mijić, 0:3 (44.) Patrik Mijić, 0:4 (74.) Donis Avdijaj, 0:5 (87.) Marco Hoffmann, 0:6 (88.) Donis Avdijaj : Ermin Mahmić (63., Lafnitz)                                                                          |
| 28.08.2024 / 643   | RL | – | BL | SVG Reichenau (LC) | – | Grazer AK | 0:9 (0:3) |
| SR: Macanovic      | Torschützen: | Torschützen: | Torschützen: | 0:1 (3.) Michael Cheukoua, 0:2 (6.) Romeo Vucic, 0:3 (22.) Michael Cheukoua, 0:4 (49.) Thomas Schiestl, 0:5 (58.) Michael Cheukoua, 0:6 (67.) Thorsten Schriebl, 0:7 (69.) Christian Lichtenberger, 0:8 (74.) Dominik Frieser, 0:9 (87.) Marco Gantschnig | 0:1 (3.) Michael Cheukoua, 0:2 (6.) Romeo Vucic, 0:3 (22.) Michael Cheukoua, 0:4 (49.) Thomas Schiestl, 0:5 (58.) Michael Cheukoua, 0:6 (67.) Thorsten Schriebl, 0:7 (69.) Christian Lichtenberger, 0:8 (74.) Dominik Frieser, 0:9 (87.) Marco Gantschnig | 0:1 (3.) Michael Cheukoua, 0:2 (6.) Romeo Vucic, 0:3 (22.) Michael Cheukoua, 0:4 (49.) Thomas Schiestl, 0:5 (58.) Michael Cheukoua, 0:6 (67.) Thorsten Schriebl, 0:7 (69.) Christian Lichtenberger, 0:8 (74.) Dominik Frieser, 0:9 (87.) Marco Gantschnig | 0:1 (3.) Michael Cheukoua, 0:2 (6.) Romeo Vucic, 0:3 (22.) Michael Cheukoua, 0:4 (49.) Thomas Schiestl, 0:5 (58.) Michael Cheukoua, 0:6 (67.) Thorsten Schriebl, 0:7 (69.) Christian Lichtenberger, 0:8 (74.) Dominik Frieser, 0:9 (87.) Marco Gantschnig |
| 28.08.2024 / 5.832 | 2L | – | BL | SV Ried | – | SK Sturm Graz (M, C) | 1:3 (1:3) |
| SR: Gishamer       | Torschützen: | Torschützen: | Torschützen: | 0:1 (23.) Tomi Horvat, 0:2 (32.) Seedy Jatta, 0:3 (44.) Seedy Jatta, 1:3 (45+1.) David Bumberger : Seedy Jatta (60., Sturm) | 0:1 (23.) Tomi Horvat, 0:2 (32.) Seedy Jatta, 0:3 (44.) Seedy Jatta, 1:3 (45+1.) David Bumberger : Seedy Jatta (60., Sturm) | 0:1 (23.) Tomi Horvat, 0:2 (32.) Seedy Jatta, 0:3 (44.) Seedy Jatta, 1:3 (45+1.) David Bumberger : Seedy Jatta (60., Sturm) | 0:1 (23.) Tomi Horvat, 0:2 (32.) Seedy Jatta, 0:3 (44.) Seedy Jatta, 1:3 (45+1.) David Bumberger : Seedy Jatta (60., Sturm) |
| 28.08.2024 / 2.550 | RL | – | BL | FC Hertha Wels | – | FC Blau-Weiß Linz | 0:1 (0:1) |
| SR: Bosnjak        | Torschützen: | Torschützen: | Torschützen: | 0:1 (14.) Conor Noß | 0:1 (14.) Conor Noß | 0:1 (14.) Conor Noß | 0:1 (14.) Conor Noß |
| 28.08.2024 / 1.200 | RL | – | BL | ASKÖ Oedt (LC) | – | FK Austria Wien | 2:3 (1:2) |
| SR: Gadler         | Torschützen: | Torschützen: | Torschützen: | 1:0 (2.) Nenad Vidackovic, 1:1 (9.) Nik Prelec, 1:2 (12.) Muharem Huskovic, 2:2 (80.) Jonathan Alukwu, 2:3 (88., Elfmeter) Manfred Fischer | 1:0 (2.) Nenad Vidackovic, 1:1 (9.) Nik Prelec, 1:2 (12.) Muharem Huskovic, 2:2 (80.) Jonathan Alukwu, 2:3 (88., Elfmeter) Manfred Fischer | 1:0 (2.) Nenad Vidackovic, 1:1 (9.) Nik Prelec, 1:2 (12.) Muharem Huskovic, 2:2 (80.) Jonathan Alukwu, 2:3 (88., Elfmeter) Manfred Fischer | 1:0 (2.) Nenad Vidackovic, 1:1 (9.) Nik Prelec, 1:2 (12.) Muharem Huskovic, 2:2 (80.) Jonathan Alukwu, 2:3 (88., Elfmeter) Manfred Fischer |
| 28.08.2024 / 800   | 2L | – | 2L | Kapfenberger SV | – | ASK Voitsberg | 0:2 (0:1) |
| SR: Gmeiner        | Torschützen: | Torschützen: | Torschützen: | 0:1 (41., Elfmeter) Kevin-Prince Milla, 0:2 (76.) Philipp Seidl | 0:1 (41., Elfmeter) Kevin-Prince Milla, 0:2 (76.) Philipp Seidl | 0:1 (41., Elfmeter) Kevin-Prince Milla, 0:2 (76.) Philipp Seidl | 0:1 (41., Elfmeter) Kevin-Prince Milla, 0:2 (76.) Philipp Seidl |
| 28.08.2024 / 600   | RL | – | BL | SV Wallern | – | Wolfsberger AC | 0:2 (0:0) |
| SR: Koscielnicki   | Torschützen: | Torschützen: | Torschützen: | 0:1 (47.) Dejan Zukić, 0:2 (72.) Thierno Ballo | 0:1 (47.) Dejan Zukić, 0:2 (72.) Thierno Ballo | 0:1 (47.) Dejan Zukić, 0:2 (72.) Thierno Ballo | 0:1 (47.) Dejan Zukić, 0:2 (72.) Thierno Ballo |
| 24.09.2024 / 1.300 | RL | – | BL | Union Mauer | – | LASK | 0:4 (0:2) |
| SR: Sampl          | Torschützen: | Torschützen: | Torschützen: | 0:1 (19.) Robert Žulj, 0:2 (36.) Robert Žulj, 0:3 (55.) Robert Žulj, 0:4 (68.) Adil Taoui | 0:1 (19.) Robert Žulj, 0:2 (36.) Robert Žulj, 0:3 (55.) Robert Žulj, 0:4 (68.) Adil Taoui | 0:1 (19.) Robert Žulj, 0:2 (36.) Robert Žulj, 0:3 (55.) Robert Žulj, 0:4 (68.) Adil Taoui | 0:1 (19.) Robert Žulj, 0:2 (36.) Robert Žulj, 0:3 (55.) Robert Žulj, 0:4 (68.) Adil Taoui |
| 25.09.2024 / 4.500 | RL | – | BL | SR Donaufeld Wien | – | SK Rapid Wien | 1:3 (1:0) |
| SR:                | Torschützen: | Torschützen: | Torschützen: | 1:0 (30.) Marcel Holzer, 1:1 (48.) Dion Beljo, 1:2 (50.) Dion Beljo, 1:3 (54.) Mamadou Sangaré | 1:0 (30.) Marcel Holzer, 1:1 (48.) Dion Beljo, 1:2 (50.) Dion Beljo, 1:3 (54.) Mamadou Sangaré | 1:0 (30.) Marcel Holzer, 1:1 (48.) Dion Beljo, 1:2 (50.) Dion Beljo, 1:3 (54.) Mamadou Sangaré | 1:0 (30.) Marcel Holzer, 1:1 (48.) Dion Beljo, 1:2 (50.) Dion Beljo, 1:3 (54.) Mamadou Sangaré |
| 25.09.2024 / 2.500 | RL | – | BL | SC Wiener Viktoria | – | FC Red Bull Salzburg | 0:4 (0:1) |
| SR: Greinecker     | Torschützen: | Torschützen: | Torschützen: | 0:1 (1.) Petar Ratkov, 0:2 (3.) Edmund Baidoo, 0:3 (60., Eigentor) Fränz Sinner, 0:4 (68.) Karim Konaté | 0:1 (1.) Petar Ratkov, 0:2 (3.) Edmund Baidoo, 0:3 (60., Eigentor) Fränz Sinner, 0:4 (68.) Karim Konaté | 0:1 (1.) Petar Ratkov, 0:2 (3.) Edmund Baidoo, 0:3 (60., Eigentor) Fränz Sinner, 0:4 (68.) Karim Konaté | 0:1 (1.) Petar Ratkov, 0:2 (3.) Edmund Baidoo, 0:3 (60., Eigentor) Fränz Sinner, 0:4 (68.) Karim Konaté |
| Legende:           | BL = Bundesliga (1. Leistungsstufe) – 2L = 2. Liga (2. Leistungsstufe) RL = Regionalliga (3. Leistungsstufe) M = amtierender Meister – C = amtierender Cupsieger – LC = Amtierender Landescupsieger | BL = Bundesliga (1. Leistungsstufe) – 2L = 2. Liga (2. Leistungsstufe) RL = Regionalliga (3. Leistungsstufe) M = amtierender Meister – C = amtierender Cupsieger – LC = Amtierender Landescupsieger | BL = Bundesliga (1. Leistungsstufe) – 2L = 2. Liga (2. Leistungsstufe) RL = Regionalliga (3. Leistungsstufe) M = amtierender Meister – C = amtierender Cupsieger – LC = Amtierender Landescupsieger | BL = Bundesliga (1. Leistungsstufe) – 2L = 2. Liga (2. Leistungsstufe) RL = Regionalliga (3. Leistungsstufe) M = amtierender Meister – C = amtierender Cupsieger – LC = Amtierender Landescupsieger                                                       | BL = Bundesliga (1. Leistungsstufe) – 2L = 2. Liga (2. Leistungsstufe) RL = Regionalliga (3. Leistungsstufe) M = amtierender Meister – C = amtierender Cupsieger – LC = Amtierender Landescupsieger                                                       | BL = Bundesliga (1. Leistungsstufe) – 2L = 2. Liga (2. Leistungsstufe) RL = Regionalliga (3. Leistungsstufe) M = amtierender Meister – C = amtierender Cupsieger – LC = Amtierender Landescupsieger                                                       | BL = Bundesliga (1. Leistungsstufe) – 2L = 2. Liga (2. Leistungsstufe) RL = Regionalliga (3. Leistungsstufe) M = amtierender Meister – C = amtierender Cupsieger – LC = Amtierender Landescupsieger                                                       |

## Achtelfinale
Für das Achtelfinale hatten sich folgende Mannschaften qualifiziert:
| Bundesliga (11) | 2. Liga (5)                                                                           |
| --- | ------------------------------------------------------------------------------------- |
| - Grazer AK - SK Sturm Graz (M, C) - TSV Hartberg - SK Austria Klagenfurt - LASK - FC Blau-Weiß Linz - FC Red Bull Salzburg - WSG Tirol - FK Austria Wien - SK Rapid Wien - Wolfsberger AC | - Schwarz-Weiß Bregenz - SV Horn - SC Austria Lustenau - SV Stripfing - ASK Voitsberg |

### Paarungen des Achtelfinales
Die Spiele des Achtelfinales waren für Dienstag, 29., Mittwoch, 30., und Donnerstag, 31. Oktober 2024 vorgesehen.
| Datum / Zuschauer   | Liga | Liga | Liga | Heimmannschaft | | Gastmannschaft | Ergebnis |
| ------------------- | --- | --- | --- | --- | --- | --- | --- |
| 29.10.2024 / 1.077  | 2L | – | BL | SC Austria Lustenau | – | TSV Hartberg | 0:3 (0:0) |
| SR: Talic           | Torschützen: | Torschützen: | Torschützen: | 0:1 (48.) Donis Avdijaj, 0:2 (56.) Dominik Prokop, 0:3 (85.) Donis Avdijaj                                                                             | 0:1 (48.) Donis Avdijaj, 0:2 (56.) Dominik Prokop, 0:3 (85.) Donis Avdijaj                                                                             | 0:1 (48.) Donis Avdijaj, 0:2 (56.) Dominik Prokop, 0:3 (85.) Donis Avdijaj                                                                             | 0:1 (48.) Donis Avdijaj, 0:2 (56.) Dominik Prokop, 0:3 (85.) Donis Avdijaj                                                                             |
| 30.10.2024 / 2.545  | 2L | – | BL | SV Stripfing | – | SK Rapid Wien | 2:1 (0:1) |
| SR: Harkam          | Torschützen: | Torschützen: | Torschützen: | 0:1 (39.) Maximilian Hofmann, 1:1 (80.) Darijo Pecirep, 2:1 (85.) Dejan Radonjic                                                                       | 0:1 (39.) Maximilian Hofmann, 1:1 (80.) Darijo Pecirep, 2:1 (85.) Dejan Radonjic                                                                       | 0:1 (39.) Maximilian Hofmann, 1:1 (80.) Darijo Pecirep, 2:1 (85.) Dejan Radonjic                                                                       | 0:1 (39.) Maximilian Hofmann, 1:1 (80.) Darijo Pecirep, 2:1 (85.) Dejan Radonjic                                                                       |
| 30.10.2024 / 2.350  | 2L | – | BL | ASK Voitsberg | – | LASK | 1:2 (1:1) |
| SR: Spurny          | Torschützen: | Torschützen: | Torschützen: | 1:0 (34.) Martin Krienzer, 1:1 (42.) Robert Žulj, 1:2 (48.) Philipp Ziereis                                                                            | 1:0 (34.) Martin Krienzer, 1:1 (42.) Robert Žulj, 1:2 (48.) Philipp Ziereis                                                                            | 1:0 (34.) Martin Krienzer, 1:1 (42.) Robert Žulj, 1:2 (48.) Philipp Ziereis                                                                            | 1:0 (34.) Martin Krienzer, 1:1 (42.) Robert Žulj, 1:2 (48.) Philipp Ziereis                                                                            |
| 30.10.2024 / 3.425  | 2L | – | BL | SV Horn | – | FK Austria Wien | 0:1 (0:1) |
| SR: Hameter         | Torschützen: | Torschützen: | Torschützen: | 0:1 (36.) Lucas Galvão | 0:1 (36.) Lucas Galvão | 0:1 (36.) Lucas Galvão | 0:1 (36.) Lucas Galvão |
| 30.10.2024 / 1.200  | 2L | – | BL | Schwarz-Weiß Bregenz | – | Grazer AK | 2:1 (1:0) |
| SR: Bosnjak         | Torschützen: | Torschützen: | Torschützen: | 1:0 (7.) Renan, 1:1 (75.) Daniel Maderner, 2:1 (79.) Mario Vucenovic                                                                                   | 1:0 (7.) Renan, 1:1 (75.) Daniel Maderner, 2:1 (79.) Mario Vucenovic                                                                                   | 1:0 (7.) Renan, 1:1 (75.) Daniel Maderner, 2:1 (79.) Mario Vucenovic                                                                                   | 1:0 (7.) Renan, 1:1 (75.) Daniel Maderner, 2:1 (79.) Mario Vucenovic                                                                                   |
| 30.10.2024 / 2.437  | BL | – | BL | FC Red Bull Salzburg | – | WSG Tirol | 3:0 (1:0) |
| SR: Lechner         | Torschützen: | Torschützen: | Torschützen: | 1:0 (34.) Karim Konaté, 2:0 (53.) Aleksa Terzić, 3:0 (82.) Adam Daghim                                                                                 | 1:0 (34.) Karim Konaté, 2:0 (53.) Aleksa Terzić, 3:0 (82.) Adam Daghim                                                                                 | 1:0 (34.) Karim Konaté, 2:0 (53.) Aleksa Terzić, 3:0 (82.) Adam Daghim                                                                                 | 1:0 (34.) Karim Konaté, 2:0 (53.) Aleksa Terzić, 3:0 (82.) Adam Daghim                                                                                 |
| 30.10.2024 / 2.651  | BL | – | BL | Wolfsberger AC | – | SK Austria Klagenfurt | 9:8 i. E. (0:1, 1:1; 2:2) |
| SR: Barmaksiz       | Torschützen: | Torschützen: | Torschützen: | 0:1 (15., Elfmeter) David Toševski, 1:1 (70.) Thomas Sabitzer, 2:1 (95.) Thierno Ballo, 2:2 (112.) Jannik Robatsch                                     | 0:1 (15., Elfmeter) David Toševski, 1:1 (70.) Thomas Sabitzer, 2:1 (95.) Thierno Ballo, 2:2 (112.) Jannik Robatsch                                     | 0:1 (15., Elfmeter) David Toševski, 1:1 (70.) Thomas Sabitzer, 2:1 (95.) Thierno Ballo, 2:2 (112.) Jannik Robatsch                                     | 0:1 (15., Elfmeter) David Toševski, 1:1 (70.) Thomas Sabitzer, 2:1 (95.) Thierno Ballo, 2:2 (112.) Jannik Robatsch                                     |
| 30.10.2024 / 10.680 | BL | – | BL | SK Sturm Graz (M, C) | – | FC Blau-Weiß Linz | 2:1 (2:0) |
| SR: Jäger           | Torschützen: | Torschützen: | Torschützen: | 1:0 (24.) Lovro Zvonarek, 2:0 (33.) Erencan Yardımcı, 2:1 (58.) Danilo Mitrović                                                                        | 1:0 (24.) Lovro Zvonarek, 2:0 (33.) Erencan Yardımcı, 2:1 (58.) Danilo Mitrović                                                                        | 1:0 (24.) Lovro Zvonarek, 2:0 (33.) Erencan Yardımcı, 2:1 (58.) Danilo Mitrović                                                                        | 1:0 (24.) Lovro Zvonarek, 2:0 (33.) Erencan Yardımcı, 2:1 (58.) Danilo Mitrović                                                                        |
| Legende:            | BL = Bundesliga (1. Leistungsstufe) – 2L = 2. Liga (2. Leistungsstufe) M = amtierender Meister – C = amtierender Cupsieger i. E. = im Elfmeterschießen | BL = Bundesliga (1. Leistungsstufe) – 2L = 2. Liga (2. Leistungsstufe) M = amtierender Meister – C = amtierender Cupsieger i. E. = im Elfmeterschießen | BL = Bundesliga (1. Leistungsstufe) – 2L = 2. Liga (2. Leistungsstufe) M = amtierender Meister – C = amtierender Cupsieger i. E. = im Elfmeterschießen | BL = Bundesliga (1. Leistungsstufe) – 2L = 2. Liga (2. Leistungsstufe) M = amtierender Meister – C = amtierender Cupsieger i. E. = im Elfmeterschießen | BL = Bundesliga (1. Leistungsstufe) – 2L = 2. Liga (2. Leistungsstufe) M = amtierender Meister – C = amtierender Cupsieger i. E. = im Elfmeterschießen | BL = Bundesliga (1. Leistungsstufe) – 2L = 2. Liga (2. Leistungsstufe) M = amtierender Meister – C = amtierender Cupsieger i. E. = im Elfmeterschießen | BL = Bundesliga (1. Leistungsstufe) – 2L = 2. Liga (2. Leistungsstufe) M = amtierender Meister – C = amtierender Cupsieger i. E. = im Elfmeterschießen |

## Viertelfinale
Für das Viertelfinale hatten sich folgende Mannschaften qualifiziert:
| Bundesliga (6)                                                                                         | 2. Liga (2)                           |
| --- | ------------------------------------- |
| - SK Sturm Graz (M, C) - TSV Hartberg - LASK - FC Red Bull Salzburg - FK Austria Wien - Wolfsberger AC | - Schwarz-Weiß Bregenz - SV Stripfing |

### Paarungen des Viertelfinales
Die Spiele des Viertelfinales fanden Freitag, 31. Jänner, Samstag, 1., und Sonntag, 2. Februar 2025 statt.
| Datum / Zuschauer   | Liga | Liga | Liga | Heimmannschaft | | Gastmannschaft | Ergebnis |
| ------------------- | --- | --- | --- | --- | --- | --- | --- |
| 31.01.2025 / 547    | 2L | – | BL | SV Stripfing | – | TSV Hartberg | 0:2 n. V. (0:0) |
| SR: Spurny          | Torschützen: | Torschützen: | Torschützen: | 0:1 (102.) Patrik Mijić, 0:2 (105.) Elias Havel : Marco Djuricin (90+7., Stripfing)                                                                  | 0:1 (102.) Patrik Mijić, 0:2 (105.) Elias Havel : Marco Djuricin (90+7., Stripfing)                                                                  | 0:1 (102.) Patrik Mijić, 0:2 (105.) Elias Havel : Marco Djuricin (90+7., Stripfing)                                                                  | 0:1 (102.) Patrik Mijić, 0:2 (105.) Elias Havel : Marco Djuricin (90+7., Stripfing)                                                                  |
| 31.01.2025 / 1.421  | BL | – | 2L | Wolfsberger AC | – | Schwarz-Weiß Bregenz | 3:1 (2:1) |
| SR: Ciochirca       | Torschützen: | Torschützen: | Torschützen: | 1:0 (23.) Angelo Gattermayer, 2:0 (29.) Chibuike Nwaiwu, 2:1 (37.) Anteo Fetahu, 3:1 (49.) Dejan Zukić                                               | 1:0 (23.) Angelo Gattermayer, 2:0 (29.) Chibuike Nwaiwu, 2:1 (37.) Anteo Fetahu, 3:1 (49.) Dejan Zukić                                               | 1:0 (23.) Angelo Gattermayer, 2:0 (29.) Chibuike Nwaiwu, 2:1 (37.) Anteo Fetahu, 3:1 (49.) Dejan Zukić                                               | 1:0 (23.) Angelo Gattermayer, 2:0 (29.) Chibuike Nwaiwu, 2:1 (37.) Anteo Fetahu, 3:1 (49.) Dejan Zukić                                               |
| 01.02.2025 / 15.400 | BL | – | BL | SK Sturm Graz (M, C) | – | FK Austria Wien | 0:2 (0:1) |
| SR: Jäger           | Torschützen: | Torschützen: | Torschützen: | 0:1 (10.) Reinhold Ranftl, 0:2 (90.) Marko Raguž | 0:1 (10.) Reinhold Ranftl, 0:2 (90.) Marko Raguž | 0:1 (10.) Reinhold Ranftl, 0:2 (90.) Marko Raguž | 0:1 (10.) Reinhold Ranftl, 0:2 (90.) Marko Raguž |
| 02.02.2025 / 12.310 | BL | – | BL | LASK | – | FC Red Bull Salzburg | 2:1 n. V. (0:1, 1:1) |
| SR: Lechner         | Torschützen: | Torschützen: | Torschützen: | 0:1 (33.) Oscar Gloukh, 1:1 (71.) Branko Jovičić, 2:1 (109.) Samuel Adeniran                                                                         | 0:1 (33.) Oscar Gloukh, 1:1 (71.) Branko Jovičić, 2:1 (109.) Samuel Adeniran                                                                         | 0:1 (33.) Oscar Gloukh, 1:1 (71.) Branko Jovičić, 2:1 (109.) Samuel Adeniran                                                                         | 0:1 (33.) Oscar Gloukh, 1:1 (71.) Branko Jovičić, 2:1 (109.) Samuel Adeniran                                                                         |
| Legende:            | BL = Bundesliga (1. Leistungsstufe) – 2L = 2. Liga (2. Leistungsstufe) M = amtierender Meister – C = amtierender Cupsieger n. V. = Nach Verlängerung | BL = Bundesliga (1. Leistungsstufe) – 2L = 2. Liga (2. Leistungsstufe) M = amtierender Meister – C = amtierender Cupsieger n. V. = Nach Verlängerung | BL = Bundesliga (1. Leistungsstufe) – 2L = 2. Liga (2. Leistungsstufe) M = amtierender Meister – C = amtierender Cupsieger n. V. = Nach Verlängerung | BL = Bundesliga (1. Leistungsstufe) – 2L = 2. Liga (2. Leistungsstufe) M = amtierender Meister – C = amtierender Cupsieger n. V. = Nach Verlängerung | BL = Bundesliga (1. Leistungsstufe) – 2L = 2. Liga (2. Leistungsstufe) M = amtierender Meister – C = amtierender Cupsieger n. V. = Nach Verlängerung | BL = Bundesliga (1. Leistungsstufe) – 2L = 2. Liga (2. Leistungsstufe) M = amtierender Meister – C = amtierender Cupsieger n. V. = Nach Verlängerung | BL = Bundesliga (1. Leistungsstufe) – 2L = 2. Liga (2. Leistungsstufe) M = amtierender Meister – C = amtierender Cupsieger n. V. = Nach Verlängerung |

## Halbfinale
Für das Halbfinale hatten sich folgende Mannschaften qualifiziert:
| Bundesliga (4)                                           |
| -------------------------------------------------------- |
| - TSV Hartberg - LASK - FK Austria Wien - Wolfsberger AC |

### Paarungen des Halbfinales
Die Spiele des Halbfinales sind für Mittwoch, 2. April 2025 vorgesehen.
| Datum / Zuschauer   | Liga                                                                                        | Liga                                                                                        | Liga                                                                                        | Heimmannschaft                                                                              |                                                                                             | Gastmannschaft                                                                              | Ergebnis                                                                                    |
| ------------------- | ------------------------------------------------------------------------------------------- | ------------------------------------------------------------------------------------------- | ------------------------------------------------------------------------------------------- | ------------------------------------------------------------------------------------------- | ------------------------------------------------------------------------------------------- | ------------------------------------------------------------------------------------------- | ------------------------------------------------------------------------------------------- |
| 02.04.2025          | BL                                                                                          | –                                                                                           | BL                                                                                          | LASK                                                                                        | –                                                                                           | Wolfsberger AC                                                                              | 2:4 n. E. (1:0, 1:1; 1:1)                                                                   |
| SR: Hameter         | Torschützen:                                                                                | Torschützen:                                                                                | Torschützen:                                                                                | 1:0 (5.) Maximilian Entrup, 1:1 (82.) Chibuike Nwaiwu : Maximilian Entrup (105., LASK)      | 1:0 (5.) Maximilian Entrup, 1:1 (82.) Chibuike Nwaiwu : Maximilian Entrup (105., LASK)      | 1:0 (5.) Maximilian Entrup, 1:1 (82.) Chibuike Nwaiwu : Maximilian Entrup (105., LASK)      | 1:0 (5.) Maximilian Entrup, 1:1 (82.) Chibuike Nwaiwu : Maximilian Entrup (105., LASK)      |
| 02.04.2025 / 14.237 | BL                                                                                          | –                                                                                           | BL                                                                                          | FK Austria Wien                                                                             | –                                                                                           | TSV Hartberg                                                                                | 0:1 (0:0)                                                                                   |
| SR: Gishamer        | Torschützen:                                                                                | Torschützen:                                                                                | Torschützen:                                                                                | 0:1 (54.) Donis Avdijaj : Aleksandar Dragović (SE, Austria)                                 | 0:1 (54.) Donis Avdijaj : Aleksandar Dragović (SE, Austria)                                 | 0:1 (54.) Donis Avdijaj : Aleksandar Dragović (SE, Austria)                                 | 0:1 (54.) Donis Avdijaj : Aleksandar Dragović (SE, Austria)                                 |
| Legende:            | BL = Bundesliga (1. Leistungsstufe) n. V. = Nach Verlängerung – i. E. = im Elfmeterschießen | BL = Bundesliga (1. Leistungsstufe) n. V. = Nach Verlängerung – i. E. = im Elfmeterschießen | BL = Bundesliga (1. Leistungsstufe) n. V. = Nach Verlängerung – i. E. = im Elfmeterschießen | BL = Bundesliga (1. Leistungsstufe) n. V. = Nach Verlängerung – i. E. = im Elfmeterschießen | BL = Bundesliga (1. Leistungsstufe) n. V. = Nach Verlängerung – i. E. = im Elfmeterschießen | BL = Bundesliga (1. Leistungsstufe) n. V. = Nach Verlängerung – i. E. = im Elfmeterschießen | BL = Bundesliga (1. Leistungsstufe) n. V. = Nach Verlängerung – i. E. = im Elfmeterschießen |

## Endspiel
Das Endspiel fand am 1. Mai 2025 statt.
| Paarung                   | Wolfsberger AC – TSV Hartberg |
| Ergebnis                  | 1:0 (0:0) |
| Datum                     | 1. Mai 2025 |
| Stadion                   | Wörthersee Stadion, Klagenfurt am Wörthersee |
| Zuschauer                 | 20.500 |
| Schiedsrichter            | Walter Altmann |
| Schiedsrichterassistenten | Mattias Hartl, Luka Katholnig |
| Vierter Offizieller       | Daniel Pfister |
| Tore                      | 1:0 Gattermayer (77.) |
| 'Wolfsberger AC'          | Nikolas Polster – Dominik Baumgartner, Nicolas Wimmer, Chibuike Nwaiwu – Maximilian Ullmann, Simon Piesinger (75. Ervin Omić), Emmanuel Agyemang (86. Cheick Mamadou Diabaté), Boris Matić – Dejan Zukić (86. David Atanga) – Thierno Ballo (75. Angelo Gattermayer), Markus Pink (61. Erik Kojzek) Cheftrainer: Dietmar Kühbauer |
| TSV Hartberg              | Raphael Sallinger – Furkan Demir (75. Manuel Pfeifer), Justin Omoregie, Paul Komposch, Jürgen Heil, Damjan Kovacevic – Donis Avdijaj, Benjamin Markuš, Tobias Kainz (75. Youba Diarra) – Jed Drew (61. Dominik Prokop), Patrik Mijić (84. Elias Havel) Cheftrainer: Manfred Schmid                                                |
| Gelbe Karten              | Nwaiwu (42.) – Mijić (45.) |